# Sōhei
Soheii (僧兵 Sōhei?, călugăr luptător) au fost călugări budiști războinici din Japonia feudală. Ei au apărut pentru prima oară în timpul perioadei Heian (794-1185), atunci când au apărut conflicte armate între diferite secte budiste asupra numiriilor la funcțiile imperiale cum ar fi zasu (stareț budist). Primul conflict a avut loc în anul 949 când mai mulți călugări budiști de la templul Tōdai-ji au protestat reformele unui oficial din Kyoto. Revoltele călugărilor budiști erau controlate din templele Tōdai-ji, Kōfuku-ji, Enryaku-ji și Onjō-ji, patru dintre cele mai mari temple din țară.

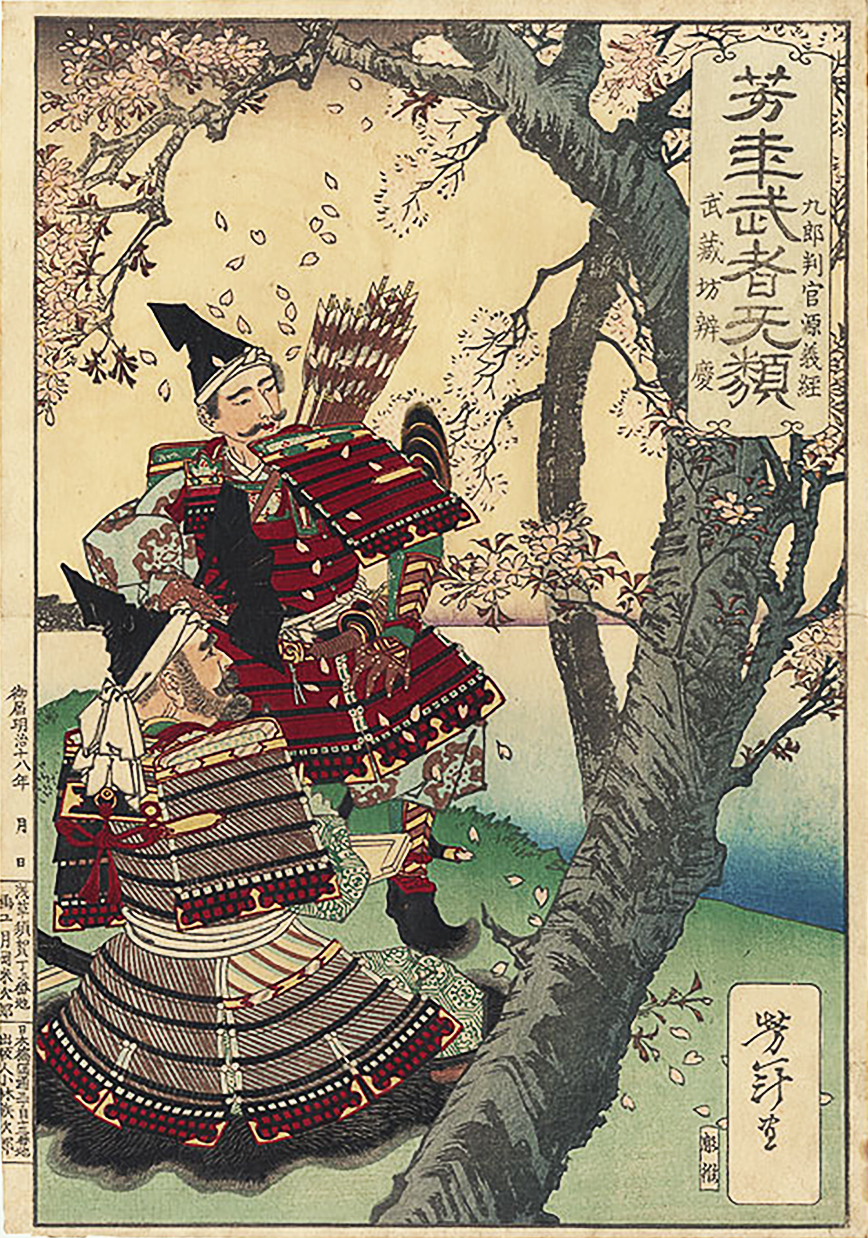
Generalul Minomoto no Yoshitsune însoţit de un sōhei

Cu toate că din cauza soheilor au avut loc multe războaie religioase și revolte în Japonia, în anumite perioade statul s-a folosit de aceștia pentru a distruge dușmani din exterior, cum este cazul șogunilor Tokugawa care în anul 1622 au format o inchiziție budistă a soheiilor din școala Zen pentru a persecuta creștinii japonezi.